# Abdelaziz Sanqour
Abdelaziz Sanqour (Sharjah, 7 de maio de 1989) é um futebolista profissional emiratense que atua como defensor.

## Carreira
Abdelaziz Sanqour fez parte do elenco da Seleção Emiratense de Futebol da Olimpíadas de 2012.